# Matthieu Chatellier
Matthieu Chatellier est un réalisateur français né en 1972 à Fougères.

## Biographie
Matthieu Chatellier a suivi des études à l'École nationale supérieure Louis-Lumière avant de réaliser ses premiers courts métrages de fiction et de travailler comme chef-opérateur.
(G)rêve général(e), réalisé en 2006 est son premier long métrage documentaire. Il se consacre par la suite essentiellement au cinéma documentaire.
En 2022, la Cinémathèque du documentaire organise une rétrospective des films de Matthieu Chatellier et de Daniela de Felice lors de 16 projections au Centre Georges-Pompidou, à Paris.

## Filmographie
- 2008 : (G)rêve général(e) (long métrage documentaire ; coréalisatrice : Daniela de Felice)
- 2011 : Voir ce que devient l'ombre (long métrage documentaire)[5]
- 2011: Doux amer (long métrage documentaire)
- 2014: Sauf ici, peut-être (long métrage documentaire)
- 2016: La mécanique des corps (long métrage documentaire)
- 2019 : Angèle à la casse (court métrage, fiction)[6]
- 2021 : Nos forêts (long métrage)[7]
- 2022: De part et d'autre (long métrage documentaire)
- 2023: Maurice, l'hiver (moyen métrage fiction)[8]

## Distinctions
- 2011: Étoile de la Scam et Prix Scam "Œuvre de l'année"[5] pour Voir ce que devient l'ombre
- 2011: "Meilleure biographie d'artiste" à Asolo Film Festival pour Voir ce que devient l'ombre[9]
- 2017: Étoile de la Scam pour La mécanique des corps[10]